# Edmonton Oilers
Die Edmonton Oilers (IPA: [ˈɛdməntən ɔɪlɚs]) sind ein kanadisches Eishockeyfranchise der National Hockey League (NHL) aus Edmonton in der Provinz Alberta. Es wurde am 1. November 1971 als Franchise der World Hockey Association unter dem Namen Alberta Oilers gegründet und nahm zum Beginn der Saison 1972/73 den Spielbetrieb auf. Im Jahr 1973 erfolgte die Umbenennung in den derzeitigen Namen. Nach der Auflösung der WHA im Jahr 1979 wurden die Oilers gemeinsam mit drei weiteren Teams in die NHL aufgenommen, wo sie zur Saison 1979/80 erstmals antraten. Die Teamfarben sind Blau, Orange und Weiß.
Die Oilers tragen ihre Heimspiele im Rogers Place aus und sind eines von sieben in Kanada beheimateten Franchises. Zudem sind sie das am nördlichsten gelegene aller 32 Teams. Nach Jahren im Mittelmaß in der WHA baute das Franchise nach dem Wechsel in die NHL eine starke Mannschaft um den jungen Wayne Gretzky auf, die in den 1980er Jahren bei insgesamt fünf Finalteilnahmen vier Stanley Cups gewann. Nach dem Weggang ihres einstigen Stars gewannen die Oilers in der Saison 1989/90 ihren fünften Titel. In den folgenden Jahren konnten sie nicht mehr an diese Erfolge anknüpfen und sind seitdem ohne weiteren Titelgewinn, bei Finalniederlagen 2006, 2024 und 2025.

## Geschichte

Das erste und wieder aktuelle Logo der Oilers (1972–1996; seit 2011)

### WHA-Jahre
1972 schlossen sich die Alberta Oilers als Gründungsmitglied der World Hockey Association an. Besitzer war zu dem Zeitpunkt Bill Hunter, der ein NHL-Franchise eröffnen wollte, aber nicht den Zuschlag bekam. Das Team hieß zunächst Alberta Oilers, da geplant war Spiele in Edmonton und Calgary auszutragen, doch es fand nie ein Spiel in Calgary statt; dieses Vorhaben war noch vor dem Start der World Hockey Association aufgegeben worden. Erster Cheftrainer wurde Ray Kinasewich. Zur Saison 1973/74 wurde der Namen des Teams in Edmonton Oilers geändert.
Die sportliche Leistung der Oilers in der WHA war zunächst durchschnittlich. Zwei Mal wurden die Playoffs verpasst, zwei Mal schied das Team in der ersten Runde aus. Vor Beginn der Spielzeit 1977/78 wurden neben den Edmonton Oilers ebenfalls die Nordiques de Québec, New England Whalers, Winnipeg Jets, Houston Aeros und Cincinnati Stingers als potenzielle Kandidaten für die Aufnahme in die National Hockey League gehandelt. Die Aufnahmegebühr soll dabei rund 2,9 Millionen US-Dollar betragen haben. Harold Ballard, Besitzer der Toronto Maple Leafs, gelang es jedoch bei einer Sitzung die NHL-Verantwortlichen zu überzeugen und einen Zusammenschluss der beiden Ligen zunächst zu verhindern. Daraufhin stand sogar eine mögliche Auflösung der Oilers im Raum. Kurz vor dem Saisonstart 1977/78 veröffentlichte die WHA zwei Spielpläne: Eine mit den Edmonton Oilers und eine ohne das Team aus Alberta.
In der Saison 1978/79 vollzog der neue Teambesitzer Peter Pocklington einen der wichtigsten Transfers in der Geschichte des Franchise. Die Oilers verpflichteten von den Indianapolis Racers neben Eddie Mio und Peter Driscoll den 17-jährigen Stürmer Wayne Gretzky. Da die NHL-Teams nach ligainternen Regeln erst Spieler verpflichten durften, die 18 Jahre alt waren, schlug Indianapolis vorher zu. Allerdings stand das Team kurz vor der Insolvenz und so wurde Gretzky an Edmonton verkauft.
Die Oilers spielten eine ihrer besten WHA-Saisons und schlossen am Ende der Season auf Platz eins ab. Sie zogen ins Finale um die AVCO World Trophy ein, scheiterten dort jedoch an den Winnipeg Jets. Gretzky wurde als bester Rookie mit der Lou Kaplan Trophy ausgezeichnet und war drittbester Scorer der Saison.
Im Sommer 1979 stellte die WHA den Spielbetrieb ein und neben den Oilers wurden die Québec Nordiques, Winnipeg Jets und Hartford Whalers in die NHL aufgenommen.

### Erfolgreicher Einstieg in die NHL
Zu Beginn ihrer ersten Saison 1979/80 hatten die Oilers mit Gretzky, Mark Messier und Kevin Lowe talentierte junge Spieler in ihren Reihen, die 1980 um Rookies, wie Jari Kurri, Glenn Anderson und Paul Coffey ergänzt wurden. 1981 kam mit Grant Fuhr auch noch ein junger Torhüter hinzu. Diese Jungstars sollten den Kern der Mannschaft bilden und entwickelten sich zu einer der besten Mannschaften der achtziger Jahre.
In ihrer ersten Saison schafften es die Oilers in die Playoffs, in denen sie an den Philadelphia Flyers scheiterten. Wayne Gretzky erhielt nach der Saison mit 19 Jahren die Hart Memorial Trophy als wertvollster Akteur der Liga.

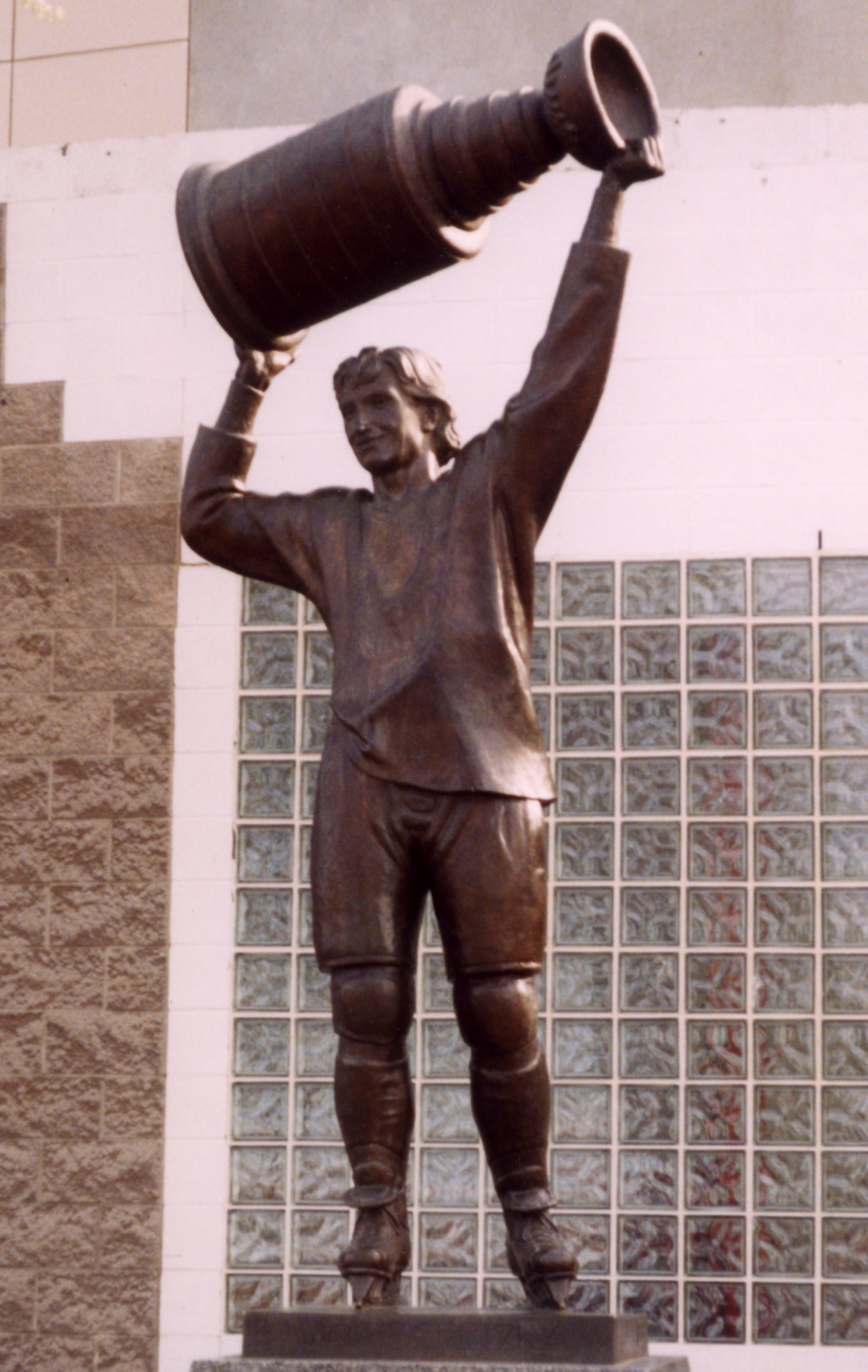
Eine Statue von Wayne Gretzky mit dem Stanley Cup vor dem Eisstadion der Oilers

### Stanley-Cup-Jahre
1983 zogen die Oilers zum ersten Mal ins Stanley-Cup-Finale ein. Dort scheiterten sie an den New York Islanders, die ihren vierten Erfolg in Serie realisierten. Im Jahr darauf wurden die Islanders in der Finalserie mit 4:1 besiegt, wodurch das Team aus Edmonton den ersten Stanley Cup gewann.
1985 wiederholten die Oilers den Erfolg, als sie gegen die Philadelphia Flyers gewannen. Im Spieljahr 1985/86 verbesserte Gretzky den Rekord für die meisten Assists in einer Saison auf 163 und den Rekord für die meisten Punkte in einer Saison auf 215. Er und die Oilers scheiterten daran, den Stanley Cup zum dritten Mal in Folge zu gewinnen, als sie im Finale der Smythe Division ausschieden.
1987 kehrten die Oilers ins Stanley-Cup-Finale zurück und gewannen die Serie gegen Philadelphia im siebten Spiel. In der Saison 1987/88 gewannen sie mit lediglich zwei Niederlagen in der gesamten Endrunde den vierten Stanley Cup. Nachdem die Oilers zwei Heimspiele und das erste Auswärtsspiel bei den Boston Bruins gewonnen hatten, traten sie zum zweiten Spiel auf fremden Eis an. Beim Stand von 3:3 im zweiten Drittel kam es zu einem Stromausfall, der zum Abbruch des Spiels führte. Der Ligapräsident entschied, dass das Spiel nach dem nächsten Heimspiel der Oilers neu angesetzt werden soll. Dies wurde durch einen Sieg der Oilers in der folgenden Partie verhindert.

### Der Transfer – Gretzky nach L.A.
Nach dem Stanley-Cup-Sieg wurde Wayne Gretzky am 9. August 1988 zu den Los Angeles Kings transferiert. Mit zum Transfergeschäft gehörten Marty McSorley und Mike Krushelnyski. Edmonton erhielt 15 Millionen US-Dollar, mit Martin Gélinas und Jimmy Carson zwei junge Spieler, sowie Erstrunden-Wahlrechte für 1989, 1991 und 1993. Carson spielte zwei Jahre in Edmonton, ehe er zu den Detroit Red Wings transferiert wurde. Gélinas spielte fünf Jahre für die Oilers, erreichte jedoch lediglich einmal die Marke von 20 Toren in einer Saison. Der Erstrunden-Draftpick von 1989 wurde zu den New Jersey Devils transferiert, wofür Edmonton Corey Foster erhielt. Die beiden anderen Draftpicks wurden dafür verwendet um 1991 Martin Ručínský und 1993 Nick Stajduhar auszuwählen. Ručínský wurde 1991 zu den Québec Nordiques transferiert. Mit Gretzky hatte ein Spieler, der über Jahre wichtiger Bestandteil des Teams war, die Oilers verlassen.

### Eine Ära geht zu Ende
1989 schieden die Oilers in der ersten Runde der Playoffs aus. In der Saison 1989/90 wurde Torhüter Grant Fuhr wegen Drogenbesitz und -missbrauch verurteilt und 1991 nach Toronto transferiert. Die Mannschaft erreichte das Stanley-Cup-Finale, wo sie auf die Boston Bruins trafen. Wie bereits 1988 gewannen die Oilers das Finale. Bill Ranford, der den Posten des Stammtorhüters von Fuhr übernommen hatte, wurde als wertvollster Spieler der Playoffs mit der Conn Smythe Trophy geehrt.
Danach wurde es ruhig um das Franchise. Die Gehälter der Spieler stiegen rasch in die Höhe und da die Oilers in einem Markt angesiedelt waren, der nicht genügend Geld abwarf, um mit den reichen Teams mitzuhalten, verließen in kurzer Zeit viele Stützen der letzten Jahre, wie Jari Kurri, Mark Messier und Glenn Anderson die Oilers.

### Neuaufbau & Schwierigkeiten
Nach den Abgängen wurde ein Neuaufbau gestartet. Zwar gelang 1991 und 1992 der Einzug ins Conference-Finale, doch in der Saison 1992/93 verpassten sie zum ersten Mal, seitdem sie der NHL angehörten, die Playoffs. Trotz talentierter Spieler, wie Jason Arnott und Doug Weight konnten sie bis 1997 nicht mehr die Playoffs erreichen.
Zu den Schwierigkeiten im sportlichen Bereich kamen noch Probleme neben dem Eis hinzu, als das Fleischwarenunternehmen von Teambesitzer Pocklington in Skandale und Verfahren wegen Korruption verwickelt wurde. 1998 wäre das Team beinahe an Interessenten in Houston verkauft worden, die den Plan hatten das Team nach Houston umzusiedeln. Kurz vor dem Verkauf stieg die Edmonton Investors Group, ein Konsortium von 37 in Edmonton ansässigen Eigentümern, in die Verhandlungen ein und kaufte die Oilers und garantierte damit, dass das Team in Edmonton bleiben konnte.
Sportlich ging es 1997 wieder bergauf. Sie erreichten wieder die Playoffs und zogen dank guter Leistungen von Torhüter Curtis Joseph in die zweite Runde ein. Die erste Runde gegen die Dallas Stars war eine ausgeglichene Serie. Im dritten Spiel lagen die Oilers fünf Minuten vor dem Ende des Spiels mit 0-3 zurück, konnten in den letzten drei Minuten noch den Ausgleich schaffen und gewann schließlich das Spiel in der Verlängerung. Nach sechs Spielen stand es 3-3 und es kam zum entscheidenden siebten Spiel. Charakteristisch für die Serie war, dass die Entscheidung für die Oilers erst in der Verlängerung herbeigeführt wurde. In der zweiten Runde trafen sie auf Titelverteidiger Colorado Avalanche, gegen die sie in fünf Spielen verloren.
Im Jahr darauf trafen sie in der ersten Runde auf Colorado und gingen diesmal als Sieger hervor. In der zweiten Runde musste man sich Dallas geschlagen geben. Zwischen 1997 und 2003 trafen die Dallas Stars und die Edmonton Oilers sechs Mal aufeinander, fünf Mal davon in der ersten Runde. Nur 2002 begegneten sie sich nicht, da beide Teams die Playoffs verpassten.
Am 22. Oktober 2003 veranstalteten die Edmonton Oilers das Heritage Classic, das erste Freiluft-Eishockeyspiel in der Geschichte der NHL. Die Oilers trafen in dem Spiel, das vor einer Rekordkulisse von 57.000 Zuschauern im Commonwealth Stadium stattfand, auf die Montréal Canadiens. Montréal gewann das Spiel mit 4-3.
Im Juli 2004 gaben die Edmonton Oilers bekannt, dass die Toronto Roadrunners, das Farmteam der Oilers in der American Hockey League, ihre Heimspiele im Stadion der Oilers austragen. Dies war eine ungewöhnliche Entscheidung, aber sie war darauf zurückzuführen, dass das Management mit einer Absage der Saison 2004/05 wegen des Lockout spekuliert hatte. Das Team benannte sich in Edmonton Road Runners um und verbuchte gute Zuschauerzahlen mit über 8500 Fans im Durchschnitt am Ende der Saison, obwohl der sportliche Erfolg ausblieb. Die Road Runners stellten im Sommer 2005 ihren Spielbetrieb ein.

### Die neue NHL
Der Lockout kam zustande, da sich die Teams, die Spieler und die Liga nicht über ein neues Collective Bargaining Agreement einigen konnten. Im Februar 2005 wurde die Saison endgültig abgesagt und ein neues CBA wurde erst im Juli 2005 beschlossen. In dem neuen CBA wurde unter anderem eine Gehaltsobergrenze für alle Teams festgeschrieben.
Vor der Saison 2005/06 verstärkten die Oilers ihren Kader durch Chris Pronger und Michael Peca. Die Oilers erreichten in der Saison den letzten Playoffplatz der Western Conference.

### Griff nach dem Stanley Cup
Mit den Detroit Red Wings wartete in der ersten Runde das beste Team der regulären Saison und damit auch Topfavorit auf den Stanley Cup. Die Oilers schlugen die Red Wings in sechs Spielen. In der zweiten Runde waren die San Jose Sharks der Gegner, die den Topscorer Joe Thornton und Torschützenkönig Jonathan Cheechoo in ihren Reihen hatten. Die Oilers gewannen die Serie in sechs Spielen. Im Conference-Finale wurden die Mighty Ducks of Anaheim in fünf Begegnungen besiegt und der Einzug in das Stanley-Cup-Finale realisiert.
Im Finale trafen die Edmonton Oilers auf die Carolina Hurricanes. Es war das erste Stanley-Cup-Finale, das zwischen zwei ehemaligen Teams der WHA ausgetragen wurde. Im ersten Spiel führten die Oilers zwischenzeitlich mit 3-0, doch im letzten Drittel stand es ausgeglichen 4-4. Fünf Minuten vor dem Ende des Spiels kollidierte Oilers-Verteidiger Marc-André Bergeron mit Carolinas Andrew Ladd, der mit Torhüter Dwayne Roloson zusammenprallte. Bei dieser Kollision verletzte sich Roloson und musste das Eis verletzt verlassen. Ersatztorhüter Ty Conklin verspielte den Puck hinter seinem Tor 30 Sekunden vor Schluss und Carolinas Rod Brind’Amour traf ins leere Tor zum 5-4.
Nachdem die Oilers das zweite Spiel in Carolina mit 0-5 verloren, verkürzten sie im eigenen Stadion die Serie auf 1-2. Im fünften Spiel stand es nach 60 Minuten 3-3 und die Hurricanes waren ein Tor vom Stanley Cup entfernt, als es in die Verlängerung ging. Die Oilers gewannen diese Partie und glichen in Edmonton die Serie durch einen 4-0 Shutout-Sieg aus. Im entscheidenden siebten Spiel reichte es für die Oilers nicht und die Hurricanes feierten ihren ersten Stanley-Cup-Sieg.
Zwei Tage nach dem letzten Spiel bat Starverteidiger Chris Pronger das Management um einen Transfer zu einem anderen Team. Pronger verließ das Team in Richtung Anaheim.

### Rückfall in schwächere Jahre
Die Oilers starteten mit ihrer neu formierten Mannschaft gut in die Saison 2006/07 und hatten bis Anfang Dezember 16 Siege in 28 Spielen. In den nächsten drei Wochen brach die Mannschaft ein und verlor acht von zehn Partien. Die Vertragsverhandlungen mit Stürmer Ryan Smyth, dessen Vertrag zum Saisonende auslief, gingen schleppend voran und bis zum Tag des Transferschlusses zu keinem Ergebnis. 20 Minuten vor Transferschluss transferierten die Oilers Ryan Smyth zu den New York Islanders.
Sportlich ging es für die Oilers daraufhin weiter bergab, da sie nach dem Abgang von Smyth in den restlichen 19 Spielen der Saison lediglich fünf Punkte (zwei Siege, eine Niederlage in der Verlängerung) gewannen. So kamen in dieser Saison auch insgesamt 14 Rookies zu mindestens einem Spiel in der NHL. Am Ende der Saison musste man die schlechteste Platzierung des Franchises in der NHL-Historie hinnehmen. Der zwölfte Platz in der Western Conference und insgesamt 25. Platz in der Liga waren bis dato Negativrekord.

Logo der Oilers von 1996 bis 2011

Zur Saison 2007/08 unterzeichnete Sheldon Souray als Free Agent einen Fünfjahresvertrag über 27 Millionen US-Dollar bei den Oilers. Aufsehen erregte das Management Ende Juli, als die Oilers Dustin Penner von den Anaheim Ducks einen sogenannten Offer Sheet mit einem Angebot über einen Fünf-Jahres-Vertrag von 21,5 Millionen US-Dollar unterbreiteten. Nach der ersten Hälfte der Saison war man Divisionsletzter und lag in der Western Conference auf dem vorletzten Platz.
Am Ende der Hauptrunde standen die Oilers auf den neunten Platz in der Western Conference, punktgleich mit den Chicago Blackhawks und Vancouver Canucks und verpassten zum zweiten Mal in Folge die Playoffs. In der Saison 2008/09 erreichten die Oilers die Playoffs erneut nicht. Als Konsequenz wurde Trainer Craig MacTavish bei den Oilers entlassen. Die folgende Saison war gekennzeichnet von zwei Fällen von Schweinegrippe und Verletzungen. Die Oilers schlossen die Saison als Letzter in der gesamten NHL ab. Beim NHL Entry Draft 2010 sicherten sich die Oilers an erster Position die Rechte an Angreifer Taylor Hall von den Windsor Spitfires. Die Saison 2010/11 geriet zu einem erneuten Rückschlag, verletzungsbedingt kamen in dieser Spielzeit insgesamt 35 Akteure für die Oilers in der NHL zum Einsatz.
Zur Saison 2011/12 kehrte Ryan Smyth zu den Oilers zurück. Doch auch die Neuzugänge Smyth und Nugent-Hopkins konnten nicht verhindern, dass die Oilers die Saison als zweitschlechtestes Team der Western Conference beendeten. Als neuer Cheftrainer wurde Ralph Krueger unter Vertrag genommen. Die Saison 2012/13 wurde wegen eines Lockouts auf 48 Spiele verkürzt. Die Oilers konnten sich im Vergleich zur Vorsaison um zwei Plätze verbessern, verpassten die Playoffs aber deutlich. Trainer Krueger wurde nach nur einem Jahr entlassen und durch Dallas Eakins ersetzt. Auch die Saison 2013/14 brachte keine wesentlichen Verbesserungen, vielmehr fielen die Oilers wieder auf den vorletzten Platz in der Western Conference zurück. Mit dem dritten Wahlrecht im NHL Entry Draft 2014 wählten die Oilers Leon Draisaitl, den bis dato höchstgedrafteten deutschen Eishockeyspieler.
Die Saison 2014/15 ähnelte weitgehend der vorherigen. Im Dezember 2014 wurde Trainer Eakins entlassen; seine Position wurde für den Rest der Saison von Todd Nelson ausgefüllt. Der wichtigste Neuzugang war der Mittelstürmer Connor McDavid, den sie beim NHL Entry Draft 2015 an erster Position auswählten.

### Die Ära McDavid beginnt
Zu Beginn der Saison 2015/16 wurde General Manager Craig MacTavish entlassen und durch Peter Chiarelli ersetzt; Todd McLellan übernahm die Position des Cheftrainers. Eine Reihe von Verletzungen wichtiger Spieler verhinderten den Anschluss an die Playoffplätze. Nur zwei Oilers, Taylor Hall und der vor Saisonbeginn als Free Agent verpflichtete Mark Letestu, bestritten alle 82 Saisonspiele. McDavid selbst fiel mit einem gebrochenen Schlüsselbein für 37 Spiele aus. Die Oilers beendeten die Saison auf dem vorletzten Conference-Platz.
Angeführt von Connor McDavid, der vor Saisonbeginn zum jüngsten Mannschaftskapitän der NHL-Geschichte ernannt worden war, erreichten die Oilers in der Saison 2016/17 den vierten Platz in der Western Conference und zogen zum ersten Mal seit elf Jahren in die Playoffs ein. McDavid erzielte mit 30 Toren und 70 Vorlagen genau 100 Scorerpunkte und gewann damit sowohl die Art Ross Trophy als auch die Hart Memorial Trophy und den Ted Lindsay Award. In den Playoffs schlugen die Oilers zunächst die San Jose Sharks in sechs Spielen, verloren aber in der zweiten Runde in sieben Spielen gegen die Anaheim Ducks.
Nach der Saison verpflichteten die Oilers sowohl McDavid als auch Draisaitl für acht Jahre nach Ablauf ihrer Einstiegsverträge, wobei McDavid 12,5 Millionen Dollar pro Jahr erhielt, Draisaitl 8,5 Millionen. Dadurch wurden die beiden zum bestbezahlten Duo der Liga (zusammen mit Patrick Kane und Jonathan Toews von den Chicago Blackhawks).
In der Saison 2017/18 erlitten die Oilers einen Rückschlag. Mehrere Spieler, darunter Torhüter Cam Talbot, konnten ihre starken Leistungen aus der Vorsaison nicht wiederholen. Besonders schwach zeigte sich das Team im Über- und Unterzahlspiel; im Januar 2018 betrug ihre Unterzahl-Erfolgsquote in Heimspielen nur 54,2 %, die schlechteste je in der NHL aufgestellte Quote.
2022 erreichte die Mannschaft das Halbfinale der Western-Conference, bevor 2024 der erneute Einzug ins Stanley-Cup-Finale gelang. Zwar gelang es den Oilers dort, einen 0:3-Serien-Rückstand aufzuholen und ein alles entscheidendes siebtes Spiel zu erzwingen, man unterlag letztlich jedoch den Florida Panthers mit 3:4. Dabei erhielt McDavid die Conn Smythe Trophy als Playoff-MVP.

## Spielstätten

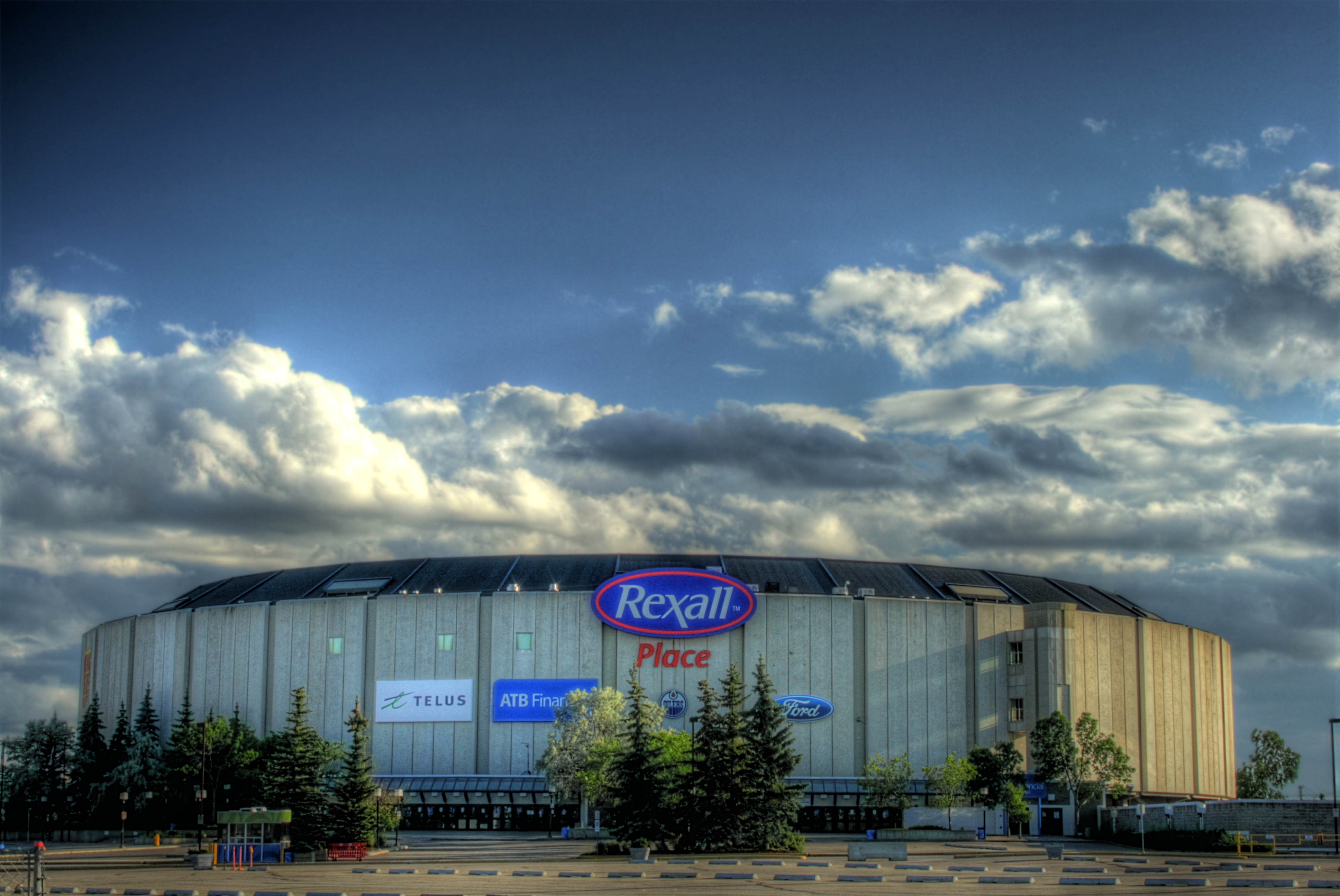
Der Rexall Place (2010)

Von 1972 bis 1974 spielte der Klub im 1913 eröffneten Edmonton Gardens, der bei Eishockeyveranstaltungen eine Kapazität von 5.200 Plätzen hatte.
Die Oilers trugen ihre Heimspiele von November 1974 bis 2016 im Rexall Place, einer 16.839 Zuschauer fassenden Multifunktionsarena, aus. Nach Eröffnung lag die Sitzplatzkapazität bei 15.200, vorübergehend wurde diese bis auf 17.353 ausgebaut. Bis 1995 trug die Halle den Namen Northlands Coliseum. Nachdem sie für drei Jahre in Edmonton Coliseum umbenannt worden war, gingen die Namensrechte an Skyreach, die der Halle den Namen Skyreach Centre gaben. Zuletzt hielt die Namensrechte an der Arena die Drogeriekette Rexall.
Nach mehreren Jahren der Verhandlungen und Streitigkeiten zwischen der Stadt und den Oilers über eine neue Heimat des Eishockeyteams wurde am 11. Februar 2014 der Durchbruch vermeldet. Man einigte sich auf den Neubau einer Multifunktionsarena in der Innenstadt namens Rogers Place. Am 3. März 2014 wurde mit vorbereitenden Arbeiten am Baugelände begonnen. Nach dem eng gesteckten Zeitplan wurde der Neubau im September 2016, rechtzeitig zur NHL-Saison 2016/17, fertiggestellt.

## Farmteams
Zu den Oilers, wie zu allen anderen NHL-Teams, gehören auch Mannschaften in niederklassigeren Ligen, sogenannte Farmteams. Im Falle der Oilers sind dies seit 2015 die Bakersfield Condors in der American Hockey League und die Fort Wayne Komets in der ECHL. Die Farmteams werden in der NHL oft dazu benutzt, die Nachwuchsspieler und Rookies auf die NHL-Spiele vorzubereiten. Den Nachwuchs beziehen die Oilers dabei, wie die anderen Franchises, vor allem über die NHL Entry Drafts, über die alljährlich die vielversprechendsten Nachwuchsspieler in die Liga gelangen.
| Zeitraum  | Mannschaft                | Liga |
| 1973–1975 | Winston-Salem Polar Twins | SHL  |
| 1974–1975 | Flint Generals            | IHL  |
| 1975–1976 | Greensboro Generals       | SHL  |
| 1975–1977 | Spokane Flyers            | WIHL |
| 1976–1977 | Beauce Jaros              | NAHL |
| 1976–1977 | Baltimore Clippers        | SHL  |
| 1977–1978 | Hampton Gulls             | SHL  |
| 1978–1979 | Springfield Indians       | AHL  |
| 1978–1979 | Dallas Black Hawks        | CHL  |
| 1979–1980 | Houston Apollos           | CHL  |
| 1980–1982 | Wichita Wind              | CHL  |
| 1980–1984 | Milwaukee Admirals        | IHL  |
| 1982–1984 | Moncton Alpines           | AHL  |
| 1984–1988 | Nova Scotia Oilers        | AHL  |

| Zeitraum  | Mannschaft               | Liga |
| 1985–1987 | Muskegon Lumberjacks     | IHL  |
| 1987–1988 | Milwaukee Admirals       | IHL  |
| 1988–1996 | Cape Breton Oilers       | AHL  |
| 1989–1990 | Phoenix Roadrunners      | IHL  |
| 1990–1991 | Kansas City Blades       | IHL  |
| 1994–1996 | Wheeling Thunderbirds    | ECHL |
| 1996–1998 | Wheeling Nailers         | ECHL |
| 1996–2003 | Hamilton Bulldogs        | AHL  |
| 1998–1999 | New Orleans Brass        | ECHL |
| 1999–2001 | Tallahassee Tiger Sharks | ECHL |
| 2001–2004 | Columbus Cottonmouths    | ECHL |
| 2002–2009 | Odessa Jackalopes        | CHL  |
| 2003–2004 | Toronto Roadrunners      | AHL  |
| 2004–2005 | Edmonton Roadrunners     | AHL  |

| Zeitraum  | Mannschaft           | Liga |
| 2004–2006 | Greenville Grrrowl   | ECHL |
| 2005–2006 | Hamilton Bulldogs    | AHL  |
| 2005–2006 | Iowa Stars           | AHL  |
| 2006–2013 | Stockton Thunder     | ECHL |
| 2007–2010 | Springfield Falcons  | AHL  |
| 2010–2015 | Oklahoma City Barons | AHL  |
| 2013–2015 | Bakersfield Condors  | ECHL |
| seit 2015 | Bakersfield Condors  | AHL  |
| 2015–2017 | Norfolk Admirals     | ECHL |
| 2017–2022 | Wichita Thunder      | ECHL |
| seit 2022 | Fort Wayne Komets    | ECHL |

## Erfolge und Ehrungen

### Sportliche Erfolge
| Stanley Cups                 |                                                                                 |
| Saison                       |                                                                                 |
| 1984, 1985, 1987, 1988, 1990 |                                                                                 |
| Presidents’ Trophies         |                                                                                 |
| Saison                       |                                                                                 |
| 1985/86, 1986/87             |                                                                                 |
| Conference Championships     | Saison                                                                          |
| Clarence S. Campbell Bowl    | 1982/83, 1983/84, 1984/85, 1986/87, 1987/88, 1989/90, 2005/06, 2023/24, 2024/25 |
| Division Championships       | Saison                                                                          |
| Smythe Division              | 1981/82, 1982/83, 1983/84, 1984/85, 1985/86, 1986/87                            |

Den ersten großen Erfolg in der NHL feierten die Edmonton Oilers in der Saison 1982/83 mit der ersten Finalteilnahme um den Stanley Cup und dem damit verbundenen Gewinn der Clarence S. Campbell Bowl. Ihr Gegner in den Finals waren die New York Islanders, die in diesem Jahr ihren vierten Titel in Folge gewinnen konnten. Kein einziges Spiel konnten die Oilers gewinnen. Ein Jahr später standen sich die beiden Teams erneut in den Finalspielen gegenüber. Dieses Mal entschied Edmonton die Serie mit 4:1 für sich und gewann so zum ersten Mal den Stanley Cup – gleichzeitig der Beginn einer Dynastie in den 1980er Jahren. Im Jahr darauf gelang den Oilers die Titelverteidigung. Gegner in den Finals waren diesmal mit den Philadelphia Flyers das beste Team der regulären Saison. Wie im Vorjahr setzten sich die Oilers mit 4:1 durch.
Mit 56 Siegen in 80 Saisonspielen gewann Edmonton in der Saison 1985/86 zum ersten Mal die Presidents’ Trophy. Das Team hatte neun Punkte Vorsprung auf die Philadelphia Flyers. Mit 50 Siegen in der darauf folgenden Saison verteidigten die Oilers die Presidents’ Trophy und schafften es in diesem Jahr auch wieder in die Finals. Dort trafen sie wie zwei Jahre zuvor erneut auf die Philadelphia Flyers, die in der regulären Saison mit sechs Punkten Abstand das zweitbeste Team der Saison waren. Die Oilers mussten über die volle Distanz von sieben Spielen gehen, um ihren dritten Stanley Cup zu gewinnen. Ihren Titel verteidigten die Oilers in der Saison 1987/88. Dass sie gegen die Boston Bruins fünf Spiele benötigten, lag an einem Stromausfall, der das vierte Spiel ohne Entscheidung beendete. Im fünften Spiel kamen die Oilers dann zum entscheidenden vierten Sieg.
Nach dem Abgang von Wayne Gretzky zählten die Oilers nicht mehr zum engeren Favoritenkreis, dennoch gewann das Team in der Saison 1989/90 seinen fünften und bislang letzten Stanley Cup. Gegner waren erneut die Boston Bruins, die mit 4:1 besiegt wurden.
In der Saison 2005/06 erreichten die Edmonton Oilers als auf den achten Platz der Western Conference gesetztes Team gerade noch die Playoffs. Mit einer starken Leistung gewannen sie ihre siebte Clarence S. Campbell Bowl, unterlagen in der Finalserie aber zum zweiten Mal in ihrer Geschichte. Mit 4:3 unterlagen sie den Carolina Hurricanes.
Sechs Mal beendeten die Oilers die reguläre Saison als bestes Team ihrer Division, zuletzt in der Spielzeit 1986/87.

### Spielertrophäen
Art Ross Trophy
- Wayne Gretzky: 1980/81, 1981/82, 1982/83, 1983/84, 1984/85, 1985/86, 1986/87
- Connor McDavid: 2016/17, 2017/18, 2020/21, 2021/22, 2022/23
- Leon Draisaitl: 2019/20

Conn Smythe Trophy
- Mark Messier: 1983/84
- Wayne Gretzky: 1984/85, 1987/88
- Bill Ranford: 1989/90
- Connor McDavid: 2023/24

Hart Memorial Trophy
- Wayne Gretzky: 1979/80, 1980/81, 1981/82, 1982/83, 1983/84, 1984/85, 1985/86, 1986/87
- Mark Messier: 1989/90
- Connor McDavid: 2016/17, 2020/21, 2022/23
- Leon Draisaitl: 2019/20

Jack Adams Award
- Glen Sather: 1985/86

James Norris Memorial Trophy
- Paul Coffey: 1984/85, 1985/86

King Clancy Memorial Trophy
- Kevin Lowe: 1989/90

Lady Byng Memorial Trophy
- Wayne Gretzky: 1979/80
- Jari Kurri: 1984/85

Maurice Richard Trophy
- Connor McDavid: 2022/23
- Leon Draisaitl: 2024/25

Lester B. Pearson Award/Ted Lindsay Award
- Wayne Gretzky: 1981/82, 1982/83, 1983/84, 1984/85, 1986/87
- Mark Messier: 1989/90
- Connor McDavid: 2016/17, 2017/18, 2020/21, 2022/23
- Leon Draisaitl: 2019/20

NHL Plus/Minus Award
- Charlie Huddy: 1982/83
- Wayne Gretzky: 1983/84, 1984/85, 1986/87

Vezina Trophy
- Grant Fuhr: 1987/88

### NHL All-Star Game-Nominierungen
Abkürzungen: GP = Spiele, G = Tore, A = Vorlagen,
Pts = Punkte
| Name           | von – bis | GP | G | A | Pts |
| Wayne Gretzky  | 1980–1988 | 8  | 9 | 1 | 10  |
| Mark Messier   | 1982–1991 | 8  | 2 | 5 | 7   |
| Jari Kurri     | 1983–1990 | 6  | 1 | 3 | 4   |
| Kevin Lowe     | 1984–1990 | 6  | 0 | 2 | 2   |
| Grant Fuhr     | 1982–1989 | 6  | – | – | –   |
| Paul Coffey    | 1982–1986 | 5  | 0 | 4 | 4   |
| Glenn Anderson | 1984–1988 | 4  | 0 | 2 | 2   |
| Doug Weight    | 1996–2001 | 3  | 1 | 3 | 4   |

Aus den Reihen der Oilers standen 23 Feldspieler und vier Torhüter im Kader bei einem NHL All-Star-Game. Die Feldspieler kamen zu 54 Einsätzen, bei denen ihnen 16 Tore und 31 Vorlagen gelangen. Die Torhüter bringen zusätzlich noch elf Einsätze mit ein. Sieben Rookies oder Sophomores der Oilers standen bisher im Kader des YoungStars Game, das seit 2002 ausgetragen wird.
Mit je acht Teilnahmen für die Oilers sind Wayne Gretzky und Mark Messier die Spieler, die auf die meisten Teilnahmen in der Geschichte des Teams zurückblicken können. Mit zehn Punkten ist Gretzky auch der erfolgreichste Spieler.
Das erste All-Star-Game nach Aufnahme der Oilers in die NHL fand 1980 statt. Mit Wayne Gretzky und Blair MacDonald standen zwei Spieler der Oilers im Kader. Ein Jahr darauf gelang Gretzky mit einer Vorlage der erste Scorerpunkt für einen Spieler der Oilers, ein weiteres Jahr später erzielte er das erste Tor.
Einige Rekorde im All-Star-Game stellte Wayne Gretzky während seiner Zeit in Edmonton auf. So gelangen Gretzky 25 Scorerpunkte, zehn davon aus der Zeit in Edmonton. Auch neun seiner 13 Tore erzielte er in dieser Zeit. Nur Mario Lemieux schaffte ebenfalls 13. Beim All-Star Game 1983 gelangen Gretzky vier Tore in einem Spielabschnitt. Kein anderer erzielte mehr als vier Tore in einem Drittel. Einige Spieler stellten den Rekord von vier Toren in einem Spiel und vier Punkten in einem Drittel ein, konnten diesen aber nicht übertreffen.
Mit Wayne Gretzky (1983) und Grant Fuhr (1986) wurde zweimal ein Spieler der Oilers wertvollster Spieler des All-Star-Games. Fünfmal war Glen Sather Trainer beim All-Star-Game. Er wurde bei den Spielen 1984, 1985, 1986, 1988 und 1989 nominiert. 1991 betreute John Muckler das All-Star Team.
Beim 40. National Hockey League All-Star Game 1989 waren die Oilers Gastgeber des Events.
1987 wurde das All-Star-Game durch das Rendez-vous ’87 ersetzt, bei dem eine NHL-Auswahl gegen die sowjetische Nationalmannschaft spielte. Mit Grant Fuhr, Glenn Anderson, Mark Messier, Esa Tikkanen, Jari Kurri und Wayne Gretzky standen sechs Spieler der Oilers in der NHL-Auswahl. Von keinem anderen NHL-Team wurden so viele Spieler nominiert.

### Franchiserekorde
Im Folgenden werden ausgewählte Spielerrekorde des Franchise sowohl über die gesamte Karriere, als auch über einzelne Spielzeiten aufgeführt.

#### Karriere

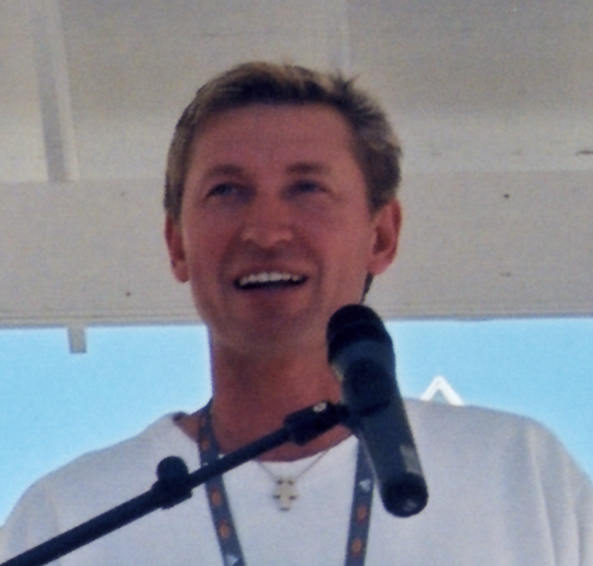
Wayne Gretzky hält zahlreiche Rekorde bei den Oilers

|                                   | Name             | Anzahl                                    |
| Meiste Spiele                     | Kevin Lowe       | 1.037 (in 15 Spielzeiten)                 |
| Meiste aufeinanderfolgende Spiele | Craig MacTavish  | 518 (12. Oktober 1986 bis 2. Januar 1993) |
| Meiste Tore                       | Wayne Gretzky    | 583                                       |
| Meiste Vorlagen                   | Wayne Gretzky    | 1.086                                     |
| Meiste Punkte                     | Wayne Gretzky    | 1.669 (583 Tore + 1.086 Vorlagen)         |
| Meiste Strafminuten               | Kelly Buchberger | 1.747                                     |
| Meiste Shutouts                   | Tommy Salo       | 23                                        |

#### Saison
|                               | Name          | Anzahl                       | Saison  |
| Meiste Tore                   | Wayne Gretzky | 92                           | 1981/82 |
| Meiste Vorlagen               | Wayne Gretzky | 163                          | 1985/86 |
| Meiste Punkte                 | Wayne Gretzky | 215 (52 Tore + 163 Vorlagen) | 1985/86 |
| Meiste Punkte als Rookie      | Jari Kurri    | 75 (32 Tore + 43 Vorlagen)   | 1980/81 |
| Meiste Punkte als Verteidiger | Paul Coffey   | 138 (48 Tore + 90 Vorlagen)  | 1985/86 |
| Meiste Strafminuten           | Steve Smith   | 286                          | 1987/88 |
| Meiste Siege als Torhüter     | Cam Talbot    | 42                           | 2016/17 |

## Trainer
Abkürzungen: GP = Spiele, W = Siege, L = Niederlagen, T = Unentschieden, OTL = Niederlagen nach
Overtime, Pts = Punkte, Win % = Siegquote

### WHA
| Name           | Saison            | Reguläre Saison | Reguläre Saison | Reguläre Saison | Reguläre Saison | Reguläre Saison | Reguläre Saison | Playoffs | Playoffs | Playoffs |
| Name           | Saison            | GP              | W               | L               | T               | Pts             | Win %           | GP       | W        | L        |
| Ray Kinasewich | 1972/73           | 78              | 38              | 37              | 3               | 79              | 48,7            | 1        | 0        | 1        |
| Brian C. Shaw  | 1973/74*–1974/75* | 137             | 68              | 63              | 6               | 142             | 49,6            | 5        | 1        | 4        |
| Bill Hunter    | 1974/75*          | 19              | 6               | 12              | 1               | 13              | 31,6            | —        | —        | —        |
| Clare Drake    | 1975/76*          | 48              | 18              | 28              | 2               | 38              | 37,5            | —        | —        | —        |
| Bill Hunter    | 1975/76*          | 33              | 9               | 21              | 3               | 21              | 27,3            | 4        | 0        | 4        |
| Bep Guidolin   | 1976/77*          | 63              | 25              | 36              | 2               | 52              | 39,7            | —        | —        | —        |
| Glen Sather    | 1976/77*–1978/79  | 178             | 95              | 76              | 7               | 197             | 53,4            | 10       | 2        | 8        |

* Wechsel während der laufenden Saison

### NHL
| Name            | Saison            | Reguläre Saison | Reguläre Saison | Reguläre Saison | Reguläre Saison | Reguläre Saison | Reguläre Saison | Reguläre Saison | Playoffs | Playoffs | Playoffs |
| Name            | Saison            | GP              | W               | L               | T               | OTL             | Pts             | Win %           | GP       | W        | L        |
| Glen Sather     | 1979/80           | 80              | 28              | 39              | 13              | —               | 61              | 35,0            | 3        | 0        | 3        |
| Bryan Watson    | 1980/81*          | 18              | 4               | 9               | 5               | —               | 13              | 22,2            | —        | —        | —        |
| Glen Sather     | 1980/81*–1988/89  | 702             | 414             | 202             | 86              | —               | 922             | 59,0            | 124      | 89       | 34       |
| John Muckler    | 1989/90–1990/91   | 160             | 75              | 65              | 20              | —               | 170             | 46,9            | 40       | 25       | 15       |
| Ted Green       | 1991/92–1993/94*  | 188             | 65              | 102             | 21              | —               | 151             | 34,6            | 16       | 8        | 8        |
| Glen Sather     | 1993/94*          | 60              | 22              | 27              | 11              | —               | 55              | 36,7            | —        | —        | —        |
| George Burnett  | 1994/95*          | 35              | 12              | 20              | 3               | —               | 27              | 34,3            | —        | —        | —        |
| Ron Low         | 1994/95*–1998/99  | 341             | 139             | 162             | 40              | —               | 318             | 40,8            | 28       | 10       | 18       |
| Kevin Lowe      | 1999/00           | 82              | 32              | 26              | 16              | 8               | 88              | 39,0            | 5        | 1        | 4        |
| Craig MacTavish | 2000/01–2008/09   | 656             | 301             | 252             | 47              | 56              | 705             | 45,9            | 30       | 17       | 13       |
| Pat Quinn       | 2009/10           | 82              | 27              | 47              | —               | 8               | 62              | 32,9            | —        | —        | —        |
| Tom Renney      | 2010/11–2011/12   | 164             | 57              | 85              | —               | 22              | 136             | 34,8            | —        | —        | —        |
| Ralph Krueger   | 2012/13           | 48              | 19              | 22              | —               | 7               | 45              | 39,6            | —        | —        | —        |
| Dallas Eakins   | 2013/14–2014/15*  | 112             | 36              | 63              | —               | 14              | 86              | 32,1            | —        | —        | —        |
| Todd Nelson     | 2014/15*–2015/16  | 42              | 17              | 25              | —               | 9               | 43              | 40,5            | —        | —        | —        |
| Todd McLellan   | 2015/16–2018/19*  | 266             | 123             | 119             | —               | 24              | 270             | 46,2            | 13       | 7        | 6        |
| Ken Hitchcock   | 2018/19*          | 62              | 26              | 28              | —               | 8               | 60              | 41,9            | —        | —        | —        |
| Dave Tippett    | 2019/20–2021/22*  | 171             | 95              | 62              | —               | 14              | 204             | 55,5            | 8        | 1        | 7        |
| Jay Woodcroft   | 2021/22*–2023/24* | 133             | 79              | 41              | —               | 13              | 171             | .643            | 28       | 14       | 14       |
| Kris Knoblauch  | seit 2023/24*     | 151             | 94              | 47              | —               | 10              | 198             | .656            | 47       | 29       | 18       |

## General Manager
| Name             | Saison           |
| Bill Hunter      | 1972/73–1975/76  |
| Bep Guidolin     | 1976/77          |
| Brian Conacher   | 1977/78          |
| Larry Gordon     | 1978/79–1979/80  |
| Glen Sather      | 1980/81–1999/00  |
| Kevin Lowe       | 2000/01–2007/08  |
| Steve Tambellini | 2008/09–2012/13* |
| Craig MacTavish  | 2012/13*–2014/15 |
| Peter Chiarelli  | 2015/16–2018/19* |
| Ken Holland      | 2019/20–2023/24  |
| Stan Bowman      | seit 2024/25     |

* Wechsel während der laufenden Saison
Seit ihrem Wechsel von der World Hockey Association in die National Hockey League zur Saison 1979/80 beschäftigten die Edmonton Oilers lediglich fünf verschiedene General Manager.
Nach der ersten Saison in der NHL löste Cheftrainer Glen Sather den damaligen General Manager Larry Gordon ab. Sather hatte diese Position für 20 Spielzeiten inne und leitete das Team in der erfolgreichen Zeit, als die Oilers in der zweiten Hälfte der 1980er Jahre viermal den Stanley Cup gewinnen konnten. Mit erfolgreichen Transfergeschäften und guten Wahlen in den NHL Entry Drafts hatte er großen Anteil am damaligen Erfolg des Teams. 2000 wechselte Sather zu den New York Rangers. Mit Kevin Lowe folgte ihm der bisherige Trainer und Rekordspieler als General Manager nach. Er beförderte in der Folge seinen Assistenztrainer und langjährigen Teamgefährten Craig MacTavish zum neuen Cheftrainer. Mit der Übernahme der Oilers durch Daryl Katz im Sommer 2008, wurde Lowe zum Präsidenten der Eishockeyangelegenheiten innerhalb der Organisation befördert. Als neuer General Manager wurde Steve Tambellini aus Vancouver verpflichtet. Danach wurde die Position vom ehemaligen Trainer der Oilers, Craig MacTavish, besetzt, der im April 2013 auf Tambellini folgte. MacTavish wurde nach der Saison 2014/15 entlassen und durch Peter Chiarelli ersetzt, der erst kurz zuvor von den Boston Bruins entlassen wurde. Chiarelli leitete die Geschicke des Teams bis Januar 2019, als er nach ausbleibendem sportlichen Erfolg von seinen Pflichten enthoben wurde. Seine Nachfolge trat Ken Holland an, der fünf Jahre bei den Oilers tätig war, bis er im Sommer 2024 durch Stan Bowman ersetzt wurde.

## Spieler

### Kader der Saison 2024/25
Stand: 22. Juni 2025
| Nr. | Nat.               | Spieler                 | Pos. | Geburtsdatum      | in Org. seit | Geburtsort                          |
| --- | ------------------ | ----------------------- | ---- | ----------------- | ------------ | ----------------------------------- |
| 30  | Kanada             | Calvin Pickard          | G    | 15. April 1992    | 2022         | Moncton, New Brunswick, Kanada      |
| 74  | Kanada             | Stuart Skinner          | G    | 1. November 1998  | 2018         | Edmonton, Alberta, Kanada           |
| 2   | Kanada             | Evan Bouchard           | D    | 20. Oktober 1999  | 2018         | Oakville, Ontario, Kanada           |
| 44  | Kanada             | Josh Brown              | D    | 21. Januar 1994   | 2024         | London, Ontario, Kanada             |
| 24  | Kanada             | Travis Dermott          | D    | 22. Dezember 1996 | 2025         | Newmarket, Ontario, Kanada          |
| 14  | Schweden           | Mattias Ekholm          | D    | 24. Mai 1990      | 2023         | Borlänge, Schweden                  |
| 36  | Schweden           | John Klingberg          | D    | 14. August 1992   | 2025         | Lerum, Schweden                     |
| 27  | Kanada             | Brett Kulak             | D    | 6. Januar 1994    | 2022         | Edmonton, Alberta, Kanada           |
| 25  | Kanada             | Darnell Nurse – A       | D    | 4. Februar 1995   | 2013         | Hamilton, Ontario, Kanada           |
| 51  | Kanada             | Troy Stecher            | D    | 7. April 1994     | 2024         | Richmond, British Columbia, Kanada  |
| 96  | Kanada             | Jake Walman             | D    | 20. Februar 1996  | 2025         | Toronto, Ontario, Kanada            |
| 33  | Schweden           | Viktor Arvidsson        | RW   | 8. April 1993     | 2024         | Kusmark, Schweden                   |
| 28  | Kanada             | Connor Brown            | RW   | 14. Januar 1994   | 2023         | Etobicoke, Ontario, Kanada          |
| 29  | Deutschland        | Leon Draisaitl – A      | C    | 27. Oktober 1995  | 2014         | Köln, Deutschland                   |
| 21  | Vereinigte Staaten | Trent Frederic          | C    | 11. Februar 1998  | 2025         | St. Louis, Missouri, USA            |
| 19  | Kanada             | Adam Henrique           | C    | 6. Februar 1990   | 2024         | Brantford, Ontario, Kanada          |
| 18  | Kanada             | Zach Hyman              | C    | 9. Juni 1992      | 2021         | Toronto, Ontario, Kanada            |
| 13  | Schweden           | Mattias Janmark         | C    | 8. Dezember 1992  | 2022         | Stockholm, Schweden                 |
| 46  | Vereinigte Staaten | Max Jones               | LW   | 17. Februar 1998  | 2025         | Rochester, Michigan, USA            |
| 91  | Kanada             | Evander Kane            | LW   | 2. August 1991    | 2022         | Vancouver, British Columbia, Kanada |
| 42  | Finnland           | Kasperi Kapanen         | RW   | 23. Juli 1996     | 2024         | Kuopio, Finnland                    |
| 97  | Kanada             | Connor McDavid – C      | C    | 13. Januar 1997   | 2015         | Richmond Hill, Ontario, Kanada      |
| 93  | Kanada             | Ryan Nugent-Hopkins – A | C    | 12. April 1993    | 2011         | Burnaby, British Columbia, Kanada   |
| 90  | Kanada             | Corey Perry             | RW   | 16. Mai 1985      | 2024         | Peterborough, Ontario, Kanada       |
| 92  | Russland           | Wassili Podkolsin       | RW   | 24. Juni 2001     | 2024         | Moskau, Russland                    |
| 10  | Vereinigte Staaten | Derek Ryan              | C    | 29. Dezember 1986 | 2021         | Spokane, Washington, USA            |
| 53  | Kanada             | Jeff Skinner            | LW   | 16. Mai 1992      | 2024         | Markham, Ontario, Kanada            |

### Mannschaftskapitäne
| Jahr      | Name             |
| 1972–1976 | Al Hamilton      |
| 1976–1977 | Glen Sather      |
| 1977–1979 | Paul Shmyr       |
| 1979–1980 | Ron Chipperfield |
| 1980–1981 | Blair MacDonald  |
| 1981–1983 | Lee Fogolin      |
| 1983–1988 | Wayne Gretzky    |
| 1988–1991 | Mark Messier     |
| 1991–1992 | Kevin Lowe       |
| 1992–1994 | Craig MacTavish  |

| Jahr      | Name                   |
| 1994–1995 | Shayne Corson          |
| 1995–1999 | Kelly Buchberger       |
| 1999–2001 | Doug Weight            |
| 2001–2007 | Jason Smith            |
| 2007–2010 | Ethan Moreau           |
| 2010–2013 | Shawn Horcoff          |
| 2013–2015 | Andrew Ference         |
| 2015–2016 | vier Assistenzkapitäne |
| seit 2016 | Connor McDavid         |

In der Geschichte der Edmonton Oilers, sowohl in der World Hockey Association als auch in der National Hockey League, gab es bisher 18 verschiedene Spieler, die das Amt des Mannschaftskapitäns innehatten. Mit Beginn der Saison 2016/17 wurde Connor McDavid zum Spielführer ernannt, der somit zum jüngsten Kapitän in der Geschichte der NHL wurde.

### Mitglieder der Hockey Hall of Fame
| Name           | Aufnahme | Position                |
| Glenn Anderson | 2008     | Spieler                 |
| Paul Coffey    | 2004     | Spieler                 |
| Grant Fuhr     | 2003     | Spieler                 |
| Wayne Gretzky  | 1999     | Spieler                 |
| Kevin Lowe     | 2020     | Spieler                 |
| Jari Kurri     | 2001     | Spieler                 |
| Mark Messier   | 2007     | Spieler                 |
| Adam Oates     | 2012     | Spieler                 |
| Rod Phillips   | 2003     | Sportjournalist         |
| Jacques Plante | 1978     | Spieler                 |
| Chris Pronger  | 2015     | Spieler                 |
| Glen Sather    | 1997     | Trainer General Manager |
| Norm Ullman    | 1982     | Spieler                 |

Bisher sind elf Spieler und ein Funktionär der Edmonton Oilers in die Hockey Hall of Fame aufgenommen worden.

### Gesperrte Trikotnummern
| Nr. | Name           | Sperrungsdatum                      |
| 3   | Al Hamilton    | 1980 (zeremoniell am 4. April 2001) |
| 4   | Kevin Lowe     | 5. November 2021                    |
| 7   | Paul Coffey    | 18. Oktober 2005                    |
| 9   | Glenn Anderson | 18. Januar 2009                     |
| 11  | Mark Messier   | 27. Februar 2007                    |
| 17  | Jari Kurri     | 6. Oktober 2001                     |
| 31  | Grant Fuhr     | 9. Oktober 2003                     |
| 99  | Wayne Gretzky  | 1. Oktober 1999                     |
| 99  | Wayne Gretzky  | 6. Februar 2000 (ligaweit)          |

Diese Nummern hängen als Banner im Rogers Place und werden an keinen Spieler der Edmonton Oilers mehr vergeben. Die Nummer 99 von Wayne Gretzky wurde am 1. Oktober 1999 von den Edmonton Oilers und am 6. Februar 2000 von der NHL gesperrt.

### Top-10-Wahlrechte im NHL Entry Draft
| Name                     | Jahr | Draft-Position |
| Paul Coffey              | 1980 | 6.             |
| Grant Fuhr               | 1981 | 8.             |
| Jason Arnott             | 1993 | 7.             |
| Jason Bonsignore         | 1994 | 4.             |
| Ryan Smyth               | 1994 | 6.             |
| Steve Kelly              | 1995 | 6.             |
| Boyd Devereaux           | 1996 | 6.             |
| Sam Gagner               | 2007 | 6.             |
| Magnus Pääjärvi-Svensson | 2009 | 10.            |

| Name                | Jahr | Draft-Position |
| Taylor Hall         | 2010 | 1.             |
| Ryan Nugent-Hopkins | 2011 | 1.             |
| Nail Jakupow        | 2012 | 1.             |
| Darnell Nurse       | 2013 | 7.             |
| Leon Draisaitl      | 2014 | 3.             |
| Connor McDavid      | 2015 | 1.             |
| Jesse Puljujärvi    | 2016 | 4.             |
| Evan Bouchard       | 2018 | 10.            |
| Philip Broberg      | 2019 | 8.             |

### Franchise-Top-Punktesammler
Die zehn besten Punktesammler in der Geschichte der Oilers bis zum Ende der regulären Saison 2024/25 und der Playoffs 2025.
Abkürzungen: Pos = Position, GP = Spiele, G = Tore, A = Vorlagen, Pts = Punkte, P/G = Punkte pro Spiel
| Name                | Pos | Saison          | GP  | G   | A    | Pts  | P/G  |
| Wayne Gretzky       | C   | 1979/80–1987/88 | 696 | 583 | 1086 | 1669 | 2,39 |
| Connor McDavid      | C   | seit 2015/16    | 712 | 361 | 721  | 1082 | 1,52 |
| Jari Kurri          | RW  | 1980/81–1989/90 | 754 | 474 | 569  | 1043 | 1,38 |
| Mark Messier        | C   | 1979/80–1990/91 | 851 | 392 | 642  | 1034 | 1,21 |
| Leon Draisaitl      | C   | seit 2014/15    | 790 | 399 | 557  | 956  | 1,21 |
| Glenn Anderson      | W   | 1980/81–1990/91 | 845 | 417 | 489  | 906  | 1,07 |
| Ryan Nugent-Hopkins | C   | seit 2011/12    | 959 | 271 | 477  | 748  | 0,78 |
| Paul Coffey         | D   | 1980/81–1986/87 | 532 | 209 | 460  | 669  | 1,25 |
| Ryan Smyth          | LW  | 1994/95–2006/07 | 971 | 296 | 335  | 631  | 0,65 |
| Ryan Smyth          | LW  | 2011/12–2013/14 | 971 | 296 | 335  | 631  | 0,65 |
| Doug Weight         | C   | 1992/93–2000/01 | 588 | 157 | 420  | 577  | 0,98 |

| Name                | Pos | GP  | G  | A   | Pts | P/G  |
| Wayne Gretzky       | C   | 120 | 81 | 171 | 252 | 2,10 |
| Mark Messier        | C   | 166 | 80 | 135 | 215 | 1,29 |
| Jari Kurri          | RW  | 146 | 92 | 110 | 202 | 1,38 |
| Glenn Anderson      | W   | 164 | 81 | 102 | 183 | 1,11 |
| Connor McDavid      | C   | 96  | 44 | 106 | 150 | 1,56 |
| Leon Draisaitl      | C   | 96  | 52 | 89  | 141 | 1,47 |
| Paul Coffey         | D   | 94  | 36 | 67  | 103 | 1,09 |
| Esa Tikkanen        | LW  | 114 | 51 | 46  | 97  | 0,85 |
| Ryan Nugent-Hopkins | C   | 96  | 23 | 58  | 81  | 0,84 |
| Evan Bouchard       | D   | 75  | 20 | 61  | 81  | 1,08 |